# Rio Griviţa
O Rio Griviţa é um rio da Romênia, afluente do Ibăneasa, localizado no distrito de Botoşani.